# 1579 en littérature
| Années de la littérature : 1576 - 1577 - 1578 - 1579 - 1580 - 1581 - 1582    |
| Décennies de la littérature : 1540 - 1550 - 1560 - 1570 - 1580 - 1590 - 1600 |

Cet article présente les faits marquants de l'année 1579 en littérature.

## Événements
- Février : le poète Le Tasse arrive à Ferrare où il est interné peu après à l’hôpital Sainte-Anne. Il reste y sept ans[1].

- Le poète Edmund Spenser entre à Londres au service du courtisan Robert Dudley, comte de Leicester, et fait la connaissance du poète sir Philip Sidney, à qui il dédie son premier grand poème, le Calendrier du berger (The Shepheardes Calendar)[2].

## Parutions
- 1579-1593 : première édition des six volumes de la bible de Kralice, première traduction complète de la Bible en tchèque à partir de l'hébreu, de l'araméen et du grec[3].

- Publication des Żywoty świętych  ( « Vies de saints » ) du prédicateur jésuite polonais Piotr Skarga, à Vilno chez Radziwiłłowska[4], réédité huit fois de son vivant[5].

- Vindiciae contra tyrannos, pamphlet publié sous le pseudonyme de Stephanus Junius Brutus attribué au seigneur huguenot Mornay du Plessis et Hubert Languet, qui condamne l’absolutisme[6].
- The school of abuse (« L’École des abus »), pamphlet de Stephen Gosson, qui condamne les représentations théâtrales[7].
- Discours des Estats & Offices tant du gouvernement que de la police et finances de France, de Charles de Figon, qui présente un Arbre des Estats & Offices de France, véritable organigramme de l’appareil d’État[8].

- La Précellence du langage françois, Henri Estienne, est publié à Paris par Mamert Patisson[9].

### Théâtre
- La Troade, tragédie de Robert Garnier, est publiée à Paris par Mamert Patisson et Robert Estienne[10].
- L'Adonis, tragédie de Guillaume Le Breton Nivernois. Et quelques autres vers de luy mesme, Guillaume Le Breton, première édition connue[11], jouée en 1569 devant le roi de France Charles IX[12].

## Naissances
- 20 décembre : baptême de John Fletcher, poète et dramaturge anglais  († 1625).